# 덩이난초아족
덩이난초아족(---蘭草亞族, 학명: Adrorhizinae 아드로리지나이[*])은 풍란족의 아족이다.

## 하위 분류
- 덩이난초속(Adrorhizon Hook.f.)
- Bromheadia Lindl.
- Sirhookera Kuntze